# Beth Haim (Ouderkerk)

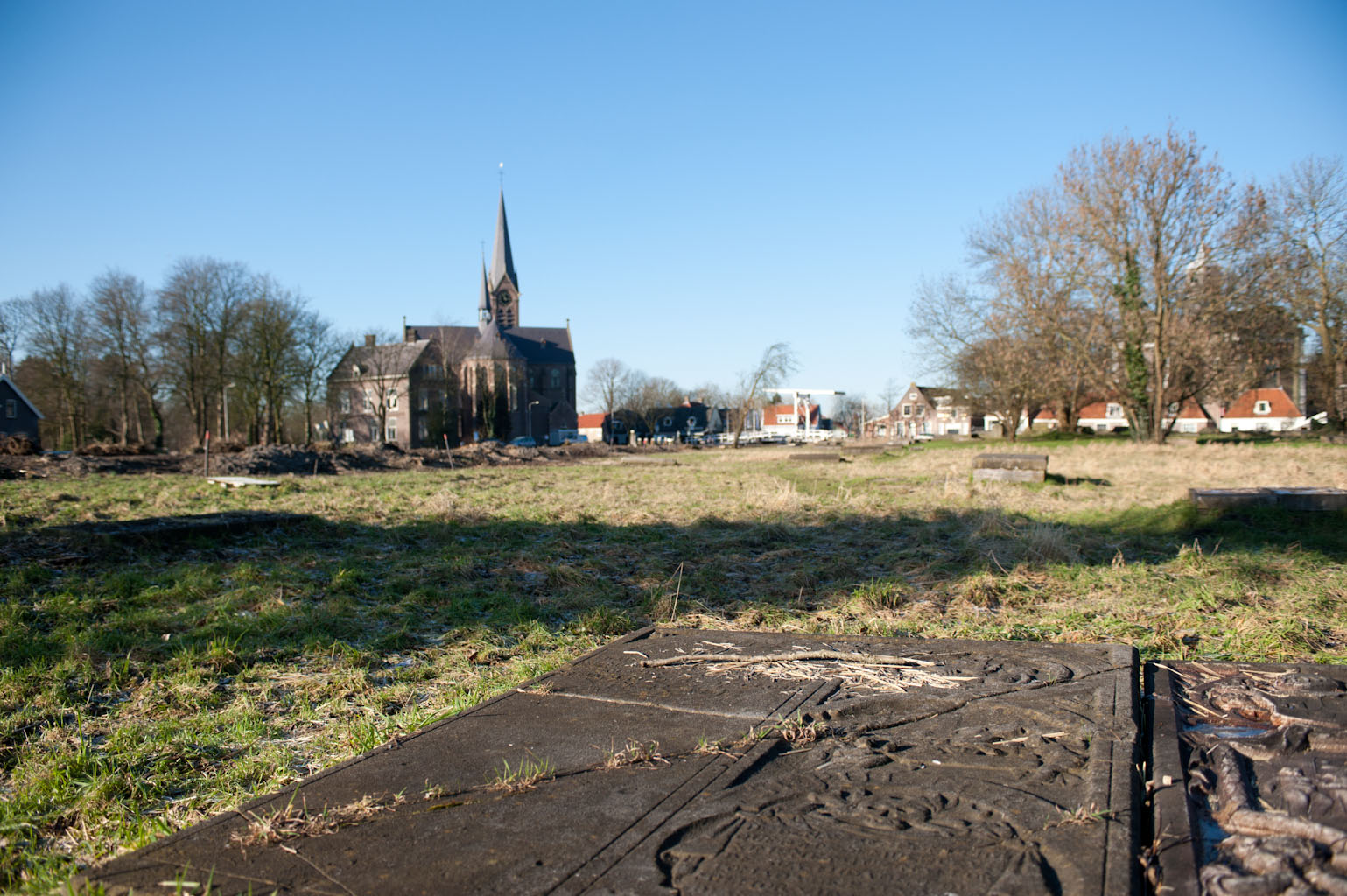
Beth Haim in Ouderkerk aan de Amstel

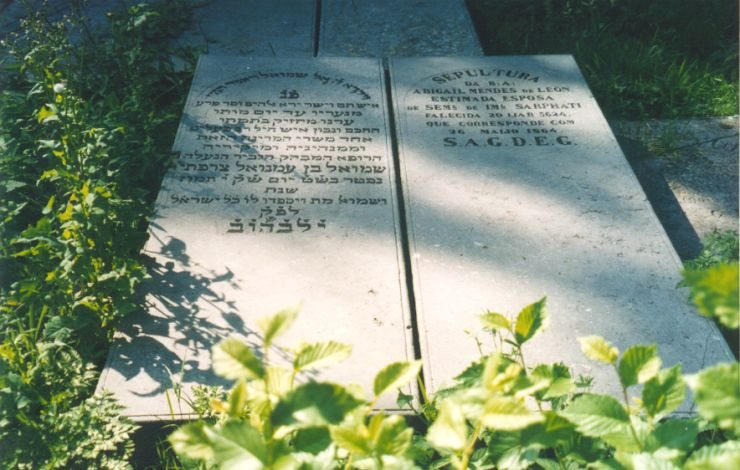
Beth Haim in Ouderkerk aan de Amstel

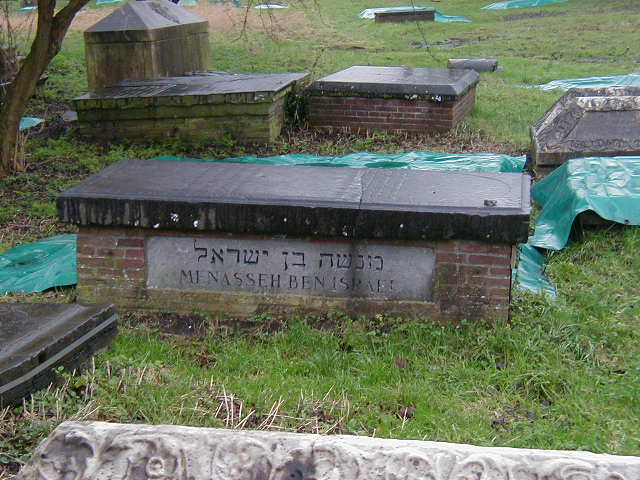
Graf van Menasseh ben Israel

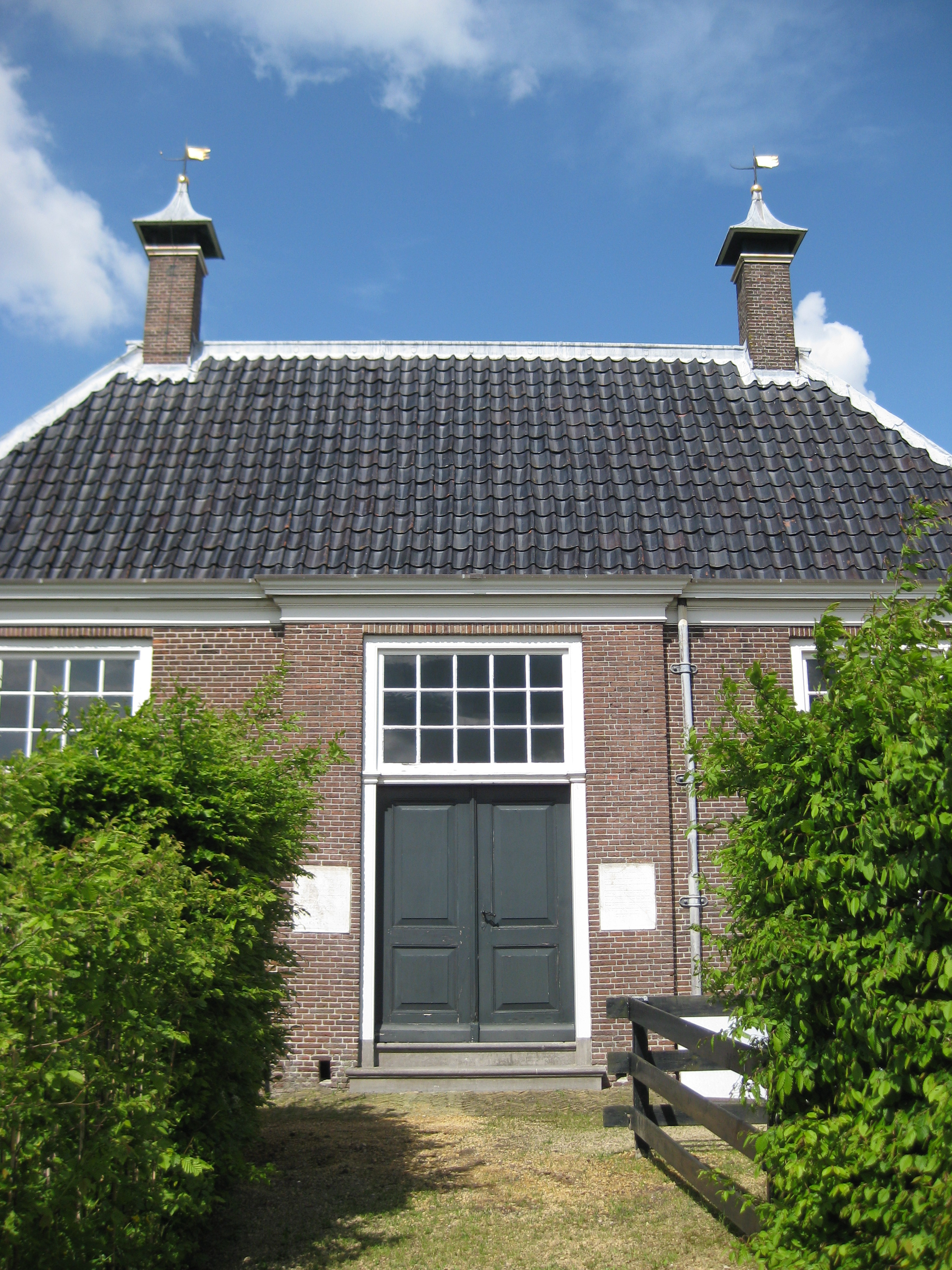
Metaheerhuis

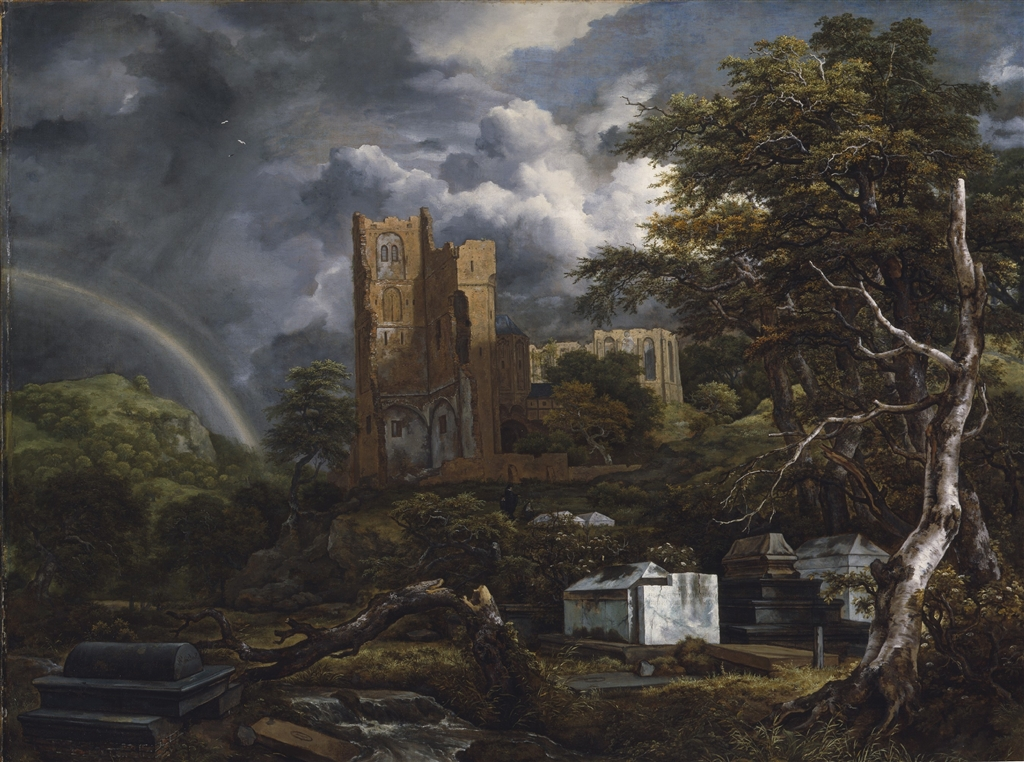
Het Joodse kerkhof, Jacob van Ruisdael, ca. 1654/55

Beth Haim (Hebreeuws voor 'Huis des Levens') is een Portugees-Israëlitische (Sefardische) begraafplaats in Ouderkerk aan de Amstel, ten zuiden van Amsterdam. De begraafplaats Beth Haim is de oudste Joodse begraafplaats van Nederland. In totaal liggen er ongeveer 28.000 mensen begraven, waaronder vrijwel de gehele maatschappelijke bovenlaag van de Sefardische gemeente van Amsterdam.

## De begraafplaats
De begraafplaats beslaat een driehoekig terrein met een grootte van vier hectare, aan de zuidzijde begrensd door de samenloop van de Amstel en de Bullewijk, aan de noordzijde door de Kerkstraat en aan de noordoostzijde door de Koningin Julianalaan. Door de ligging aan het water was het gebruikelijk dat de doden per trekschuit uit Amsterdam werden gebracht. Vandaar dat de oude toegang van Beth Haim of Huis des Levens aan het water ligt. Aan de Kerkstraat ligt de bewaarderswoning (het "Vegahuis") uit 1883. Naast deze woning en tegenover de protestantse Amstelkerk bevindt zich de huidige entree. Direct achter de poort aan het water staat het uit 1705 daterende reinigings- of metaheerhuis: het Rodeamentoshuis (Huis der Ommegang) waar nabestaanden zevenmaal rond de kist van een mannelijke overledene lopen.
Links van het metaheerhuis ligt het oudste gedeelte van de begraafplaats, waar zich ook de meeste monumentale graven bevinden. Vooral de graven van een aantal vooraanstaande Portugese Joden, maakt de dodenakker in Ouderkerk uniek en internationaal beroemd. Nergens ter wereld zijn zoveel fraai gebeeldhouwde figuratieve voorstellingen te vinden. De mooiste natuurstenen en marmeren grafzerken worden in de winter overdekt om ze tegen weersinvloeden te beschermen. Naast de monumentale graven zijn ongeveer 10.000 Portugese Joden onder eenvoudige, liggende stenen begraven. Vele zijn inmiddels weggezakt in het veen, zodat er maar enkele goed zijn te zien.
In juni 1967 werd onder leiding van de Stichting tot Onderhoud en Instandhouding van Historische Joodse Begraafplaatsen in Nederland weer begonnen (na een periode van stilstand van circa 70 jaar) met het in kaart brengen van alle graven. Sindsdien zijn er periodiek op diverse plaatsen buitenwerkzaamheden aan de gang. De Joodse begraafplaats in Ouderkerk is niet alleen (cultuur)historisch nauw verbonden met Amsterdam; voor de restauratie van het metaarhuis in 1966 door architect D. Verheus werd door de gemeente Amsterdam bijgedragen met een (aanvullende) subsidie van ƒ 14.000. Bij de start van de huidige restauratie op 25 februari 1999 werd door het College van B&W van Amsterdam ƒ 250.000 toegezegd. Door Rijk en provincie waren al eerder respectievelijk ƒ 1,2 en ƒ 1,5 miljoen beschikbaar gesteld. De restauratie zal zich over diverse jaren uitstrekken.
In november 2020 is voor bezoekers het Coronelpaviljoen in gebruik genomen met het aanslaan van de mezoezot door Gideon Senior Coronel, zoon van Jacques Senior Coronel z'l en parnas van de Portugees-Israëlietische Gemeente.  Het Coronelpaviljoen is het sluitstuk van het plan ‘Op grond van traditie’, dat in 2014 in gang is gezet, 400 jaar na de ingebruikname van Beth Haim om de begraafplaats meer toegankelijk te maken. Alle onderdelen van dit plan zijn inmiddels gerealiseerd: Zo zijn er nieuwe paden aangelegd, nieuwe hekken geplaatst en trappen en bruggen gekomen om de onbereikbare delen van de begraafplaats te ontsluiten. Daarnaast is de Beth Haim App gelanceerd, die bezoekers meeneemt langs de vele bijzondere graven. In de App vertelt Hanneke Groenteman over de begraafplaats zelf en degenen die hier in de afgelopen 400 jaar hun laatste rustplaats vonden. Langs de paden zijn op fijne plekken rustbankjes neergezet. Een selectie van 100 grafstenen is 3D ingescand, waarmee deze definitief voor het nageslacht behouden blijven.

## Geschiedenis
De Sefardische (Portugees-Joodse) gemeenschap was erg belangrijk in de Gouden Eeuw. De eerste Sefardische Joden kwamen tegen het eind van de 16e eeuw naar Amsterdam. Hoewel er beperkende maatregelen golden, genoten de Joden in de Republiek en Amsterdam fundamentele vrijheden die zij elders in Europa moesten ontberen. In 1612 werd nog geen toestemming gegeven voor het bouwen van een synagoge, hoewel er (met medeweten van het stadsbestuur) diensten in kleine huissynagogen werden gehouden. Dat is des te opmerkelijker indien dat tegen het feit wordt gehouden, dat het de katholieken in die tijd verboden was kerken te bouwen of zelfs maar te kerke te gaan. De eerste formele erkenning van het Jodendom in Amsterdam kwam in 1614, met de goedkeuring van de Staten van Holland voor de aankoop van een stuk grond in Ouderkerk voor de aanleg van een begraafplaats. De grond betrof het voormalige terrein van Slot Amstel. Nog in hetzelfde jaar kon de begraafplaats worden ingewijd.
Sinds 1607 hadden de Sefardim hun doden in Groet begraven, ten noordwesten van Alkmaar. De graven te Groet werden vanaf 1616 geruimd en de resten (de laatste in 1634) in Ouderkerk herbegraven. De begraafplaats van de Portugees Israëlitische gemeente werd uitgebreid in 1663, 1690 en 1691.
Ook de Asjkenazische of Hoogduitse Joden van Amsterdam maakten tot 1642 gebruik van de Portugese begraafplaats in Ouderkerk; in dat jaar kochten zij een stuk grond bij het dorp Muiderberg.

## Beroemde personen die hier begraven zijn
- Rabbijn Menasseh Ben Israel
- Ephraim Bueno
- Maup Caransa
- Joseph Mendes da Costa
- Eliahu Montalto, arts van Maria de' Medici
- Samuel Pallache
- David de Pinto
- Samuel Sarphati
- Hana Debora en Mikael de Spinoza, de ouders van Baruch Spinoza

## Wetenswaardigheden
- Het kerkhof werd in de 17e eeuw getekend en geschilderd door Jacob van Ruisdael. Op het schilderij Het Joodse kerkhof komen de graven voor van dr. Eliahu Montalto (en merkwaardigerwijs zijn schoondochter Esther Montalta, het witmarmeren graf), dr. David Farras (achter eerstgenoemde graf), Hakam Issak Uziel (tombe met treden en bekroond door sarcofaag), Israel Abraham Mendez (witmarmeren tombe rechts van die met sarcofaag) en Melchior Franco Mendes (met halve zuil op de tombe). De ruïne op de achtergrond van het schilderij is van Kasteel Egmond.
- Ook op Curaçao ligt een Joodse begraafplaats genaamd Beth Haim.
- De enige andere Sefardisch-Joodse begraafplaats in Nederland ligt in Middelburg.